# International Sign
International Sign (IS) ist eine internationale Gebärdensprache.

## Name
Der heute verbreitetste Begriff ist International Sign. Dieser Terminus wird von der World Federation of the Deaf und weiteren internationalen Organisationen verwendet. Weitere Begriffe, vorwiegend in Fachkreisen verwendet, sind informell auch International Sign Language (ISL), International Sign Pidgin oder International Gesture (IG).

## Verwendung
International Sign ist eine Pidgin-Sprache. Sie entsprang dem Bedürfnis gehörloser Menschen, sich trotz der zahlreichen lokalen Gebärdensprachen auf internationalen Treffen verständigen zu können.

## Abgrenzung

### Gestuno
International Sign wird teilweise fälschlicherweise als Gestuno bezeichnet; vielmehr ist Gestuno von International Sign abzugrenzen.
Das Kofferwort Gestuno entstammt dem englischen gesture »Geste« sowie der Abkürzung der Vereinten Nationen, UNO. Namensgeber war die World Federation of the Deaf (WFD). Die WFD kreierte eine Plansprache, basierend auf einem Vokabular verschiedener Gebärdensprachen. Die einzelnen Gebärden waren teilweise bereits seit 1924 festgelegt worden. Am WFD-Kongress in Bulgarien 1976 kam sie erstmals in Einsatz. Den anwesenden gehörlosen Menschen war diese Sprache unverständlich. Infolgedessen entwickelte sich informell bei Teilnehmern und Gebärdensprachdolmetschern eine eigene Pidgin-Sprache, die heute als International Sign bekannt ist.

### Eurosigns
International Sign wird bei innereuropäischen Anlässen nur selten eingesetzt. Vielmehr bildete sich dort durch regelmäßigen Austausch von Gehörlosen innerhalb von Europa, vorwiegend in übernationalen Anlässen, eine von International Sign abzugrenzende Pidgin- beziehungsweise Kreolsprache. Linguisten bezeichnen diese Sprache als Eurosigns. Eurosigns ist primär durch die British Sign Language, die Langue des signes française sowie skandinavische Gebärdensprachen beeinflusst.